# Oldham Athletic AFC
Oldham Athletic Football Club is een Engelse voetbalclub uit Oldham. De club komt uit in de League Two, het vierde niveau van het Engels voetbalsysteem.
De start van de ploeg dateert uit 1895, toen Pine Villa werd opgericht, maar deze club hield op 4 juli 1899 op te bestaan. Gelijk hierna werd de naam veranderd en de geboorte van Oldham Athletic was een feit. De 'Latics' genoot succes in de beginjaren en eindigde in het seizoen 1914/15 als runner-up in de First Division. Twee jaar eerder had de ploeg al de halve finale van de FA Cup bereikt. 
In 1923 degradeerde Oldham Athletic uit de First Division en het zou uiteindelijk 68 jaar duren voordat ze weer terugkeerden op het hoogste niveau. In de tussentijd kwam de ploeg uit in zowel de tweede, derde als vierde klasse van het Engelse profvoetbal. In 1991 was het dan zover. Onder succestrainer Joe Royle werd het kampioenschap in de tweede klasse behaald en steeg zijn ploeg naar de First Division. Een jaar later maakte Oldham Athletic ook de oprichting van de Premier League mee, waar het uiteindelijk twee seizoenen in zou uitkomen. 
Na drie jaar in de tweede klasse volgde wederom degradatie, ditmaal naar de Second Division. Nadien kwam Oldham Athletic nooit meer uit in de twee hoogste klasse van het Engelse voetbal. Het merendeel van de seizoenen werden doorgebracht in de League One, zonder al te veel succesen. 
Oldham Athletic werd in januari 2018 overgenomen door de Marokkaanse zaakwaarnemer Abdallah Lemsagam, maar kende sindsdien geen beste jaren. Een half jaar na de overname degradeerde de club na een eenentwintigste plaats naar de League Two. Aan het einde van het seizoen 2021/22 was ook degradatie uit de League Two een feit en daalde de club af naar de National League. Hiermee werd het de eerste voormalige Premier League-club dat uit de English Football League degradeerde. In juli 2022 werd bevestigd dat de club was verkocht aan zakenman Frank Rothwell.
In 2025 promoveerde de club na het winnen van de National League play-offs terug naar de League Two. Ze haalden het van Southend United.

## Erelijst
- Football League Second Division / Championship

Winnaar: 1991
- Football League Third Division / League One

Winnaar:1953, 1974

## Eindklasseringen vanaf 1946/47
- 1947 19e
Third Division North / South
- 1948 11e
Third Division North / South
- 1949 6e
Third Division North / South
- 1950 11e
Third Division North / South
- 1951 15e
Third Division North / South
- 1952 4e
Third Division North / South
- 1953 1e
Third Division North / South
- 1954 22e
Second Division
- 1955 10e
Third Division North / South
- 1956 20e
Third Division North / South
- 1957 19e
Third Division North / South
- 1958 15e
Third Division North / South
- 1959 21e
Fourth Division
- 1960 23e
Fourth Division
- 1961 12e
Fourth Division
- 1962 11e
Fourth Division
- 1963 2e
Fourth Division
- 1964 9e
Third Division
- 1965 20e
Third Division
- 1966 20e
Third Division
- 1967 10e
Third Division
- 1968 16e
Third Division
- 1969 24e
Third Division
- 1970 19e
Fourth Division
- 1971 3e
Fourth Division
- 1972 11e
Third Division
- 1973 4e
Third Division
- 1974 1e
Third Division
- 1975 18e
Second Division
- 1976 17e
Second Division
- 1977 13e
Second Division
- 1978 8e
Second Division
- 1979 14e
Second Division
- 1980 11e
Second Division
- 1981 15e
Second Division
- 1982 11e
Second Division
- 1983 7e
Second Division
- 1984 19e
Second Division
- 1985 14e
Second Division
- 1986 8e
Second Division
- 1987 3e
Second Division
- 1988 10e
Second Division
- 1989 16e
Second Division
- 1990 8e
Second Division
- 1991 1e
Second Division
- 1992 17e
First Division
- 1993 19e
Premier League
- 1994 21e
Premier League
- 1995 14e
First Division
- 1996 18e
First Division
- 1997 23e
First Division
- 1998 13e
Second Division
- 1999 20e
Second Division
- 2000 14e
Second Division
- 2001 15e
Second Division
- 2002 9e
Second Division
- 2003 5e
Second Division
- 2004 15e
Second Division
- 2005 19e
League One
- 2006 10e
League One
- 2007 6e
League One
- 2008 8e
League One
- 2009 10e
League One
- 2010 16e
League One
- 2011 17e
League One
- 2012 16e
League One
- 2013 19e
League One
- 2014 15e
League One
- 2015 15e
League One
- 2016 17e
League One
- 2017 17e
League One
- 2018 21e
League One
- 2019 14e
League Two
- 2020 19e
League Two
- 2021 18e
League Two
- 2022 23e
League Two
- 2023 12e
National League
- 2024 10e
National League
- 2025 5e
National League

- First Division
- Second Division
- Third Division
- Fourth Division
- Premier League
- League One
- League Two
- National League

ⓘ In 1992 invoering van de Premier League en opheffing van de Fourth Division; in 2004 opheffing van de First, Second en Third Division.

## Bekende (oud-)spelers
- Neil Adams
- Earl Barrett
- Jose Baxter
- Ryan Bertrand
- David Carney
- Simon Charlton
- Bobby Collins
- Zander Diamond
- David Fairclough
- Gunnar Halle
- Tore Pedersen
- Sam Johnstone
- Paddy Kenny
- Paul Gerrard
- Jason Lowe
- Graeme Sharp
- Ian Marshall
- Orpheo Keizerweerd
- Stefan Stam
- Michel Vonk
- Clyde Wijnhard
- Gevaro Nepomuceno
- Queensy Menig